# Muiredach mac Brain
Pour les articles homonymes, voir Muiredach mac Brain.
Muiredach mac Brain (mort en 885) est un  rois de Leinster et un abbé de Kildare  du sept Uí Dúnchada des Uí Dúnlainge une lignée des Laigin. Ce sept avait sa résidence royale à Líamhain (Lyons Hill (en), à la frontière ente le comté de Dublin et celui Kildare). Il était le fils de  Bran mac Fáeláin (mort en 838) et le frère de Ruarc mac Brain (mort en 862), deux précédents rois,.

## Contexte
On constate de grandes divergences dans les listes royales du Leinster de cette époque. Francis John Byrne suggère que la cause de cette apparente confusion est liée au fait que les souverains Uí Dúnlainge n'exercent que très peu d'autorité réelle à cause des agressions de leur voisin occidental  Cerball mac Dúnlainge (mort en 888), roi d'Osraige. Cerball, est incapable de s'empaer lui-même de la royauté du Leinster, mais il parvient à priver ses rivaux de la possibilité d'y exercer un réel pouvoir. Muiredach lui-même apparait dans les annales comme un chef du forces du Leinster et même un roi alors que d'autres personnages sont aussi considéré comme roi.
Sa première mention dans les annales se trouve en 870. Cette année là, l'Ard ri Erenn Áed Findliath envahit le Leinster et y impose sa suzeraineté. En même temps son allié Cerball mac Dúnlainge (mort 888) d' Osraige envahit le Leinster par l'ouest. Il prend Dún Bolg (Dunboyke, dans l'actuel comté de Wicklow) où son camp est attaqué par les Hommes du Laigin qui obtiennent un succès initial, mais
apr-s une contre-attaque sont mis en fuitet. Muiredach est mentionné parmi les chefs des armées du Leinster comme roi. Leur résistance disuade toutefois l'Ard ri d'exiger des otages du Leinster.
En 871 le roi Ailill mac Dúnlainge est tué par les Vikings du royaume de Dublin. il est le premier roi à être désigné comme « roi de Leinster » dans les Annales d'Ulster depuis 838. Les annales notent ensuite que  Domnall mac Muirecáin (mort en 884) devient roi en 880. Dans la période intermédiaire, Áed Findliath envahit le Leinster dans le but d'y imposer son autorité, il pille la campagne et brûle les églises dont Cell Ausili (Killashee, près der Naas) en 874. Muiredach réagit et mène une force à l'attaque des domaines des Ui Neill du sud en 875. Il dévaste la campagne jusqu'à Sliab Monduirn en Brega.
Domnall meurt en 884 et Muiredach devient définitivement roi. Il est désigné comme roi de Leinster dans l'entrée relatant sa mort en 885 dans les Annales. Muiredach était également abbé de Kildare où il avait succédé en 870 à son parent Cobthach mac Muiredaig. Cet abbatiat était devenu le monopole virtuel du sept Dúnchada depuis 798. Un autre parent, Suibne Ua Fínsnechtai est évêque de Kildare de 881 à 884. Son fils Fáelán mac Muiredaig (mort en 942) sera aussi roi de Leinster.

## Sources secondaires
- (en) T.W Moody, F.X. Martin et F.J. Byrne, A New History of Ireland IX Maps, Genealogies, Lists. A companion to Irish History part II, Oxford, Oxford University Press, 2011, 690 p. (ISBN 978-0-19-959306-4).
- (en) Francis John Byrne, Irish Kings and High-Kings, Dublin, Four Courts Press, 2001, 341 p. (ISBN 978-1-85182-196-9)
- (en) Donnchad Ó Corráin, Ireland Before the Normans, Dublin, Gill and Macmillan, 1972
- (en) Dáibhí Ó Cróinín, A New History of Ireland, Oxford, Oxford University Press, 2005, Volume One